# Scott Snyder
Scott Snyder (New York, 1976) è uno scrittore e fumettista statunitense vincitore di numerosi premi e autore di bestseller, noto per la raccolta di romanzi brevi Voodoo Heart e per i suoi lavori nel mondo del fumetto statunitense, quali American Vampire, Detective Comics, Batman, Batman: Gates of Gotham e Swamp Thing.
I generi letterari trattati dall'autore sono fantasy, horror e a sfondo supereroistico.

## Giovinezza
A nove anni Snyder partecipò a un campus estivo durante il quale uno degli istruttori gli lesse Gli occhi del drago, di Stephen King, esperienza questa che, ha dichiarato, "diede un vero inizio alla mia passione per il racconto". Altri autori che hanno influenzato la sua carriera sono Denis Johnson, Raymond Carver, Rick Bass, Joy Williams e George Saunders.
Nel 1998, Snyder si laureò presso l'Università Brown con una laurea in scrittura creativa per poi lavorare per un anno circa al Walt Disney World Resort. Il periodo al Disney World influenzò profondamente lo stile di Snyder: "mi ha fatto davvero bene a livello artistico... tutto ciò che finivo per scrivere, ciò che più mi spaventa - la paura dell'indipendenza e della crescita, la paura di perdere i propri cari, il desiderio e al contempo il terrore di innamorarsi - tutto questo veniva continuamente messo in scena intorno a me dalla Disney in quel suo modo strano, cartoonesco e magnifico."

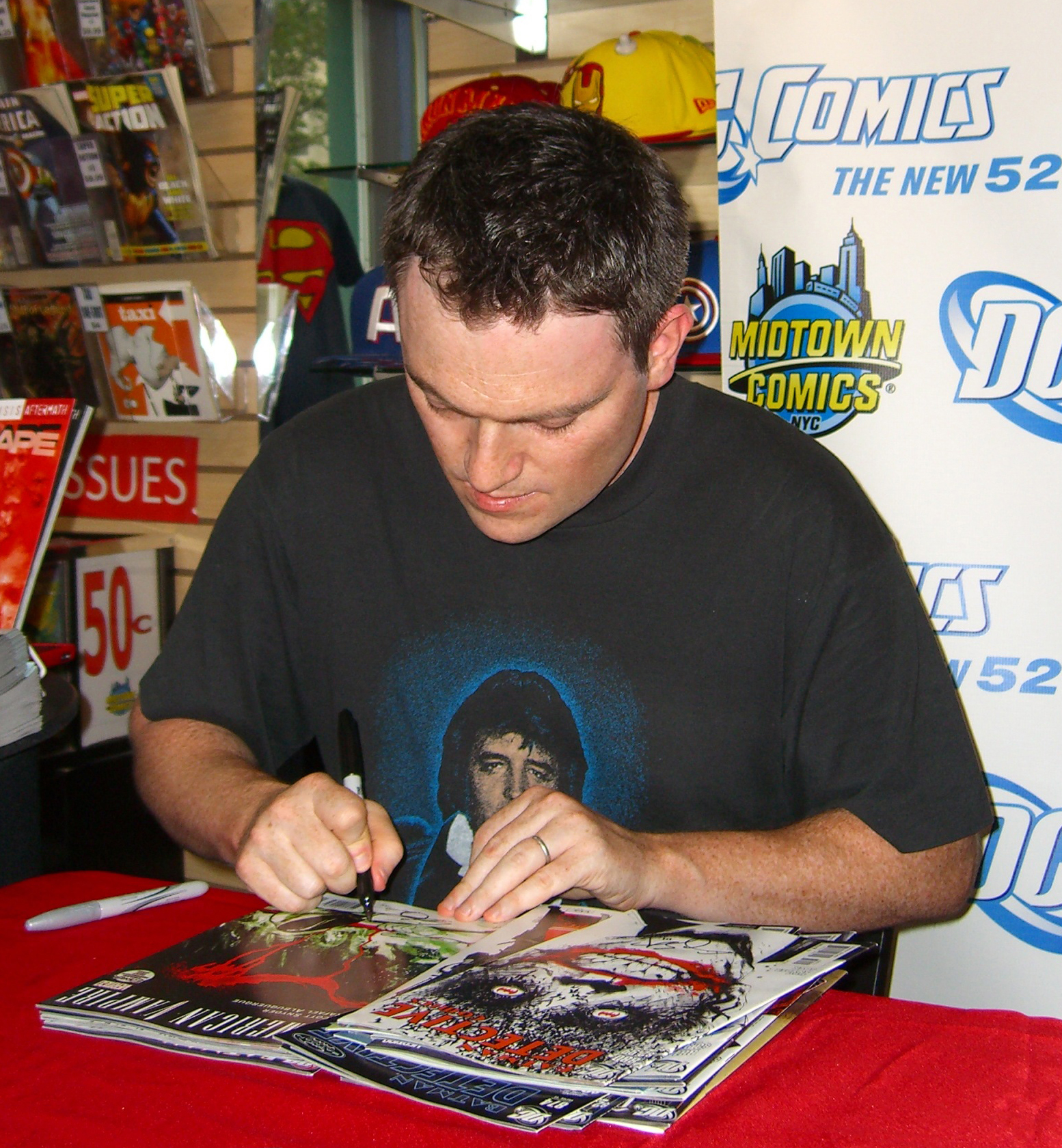
Snyder firma alcune copie di American Vampire e Detective Comics durante un incontro coi fan del 21 settembre 2011.

Nel 2002 la Columbia University ha conferito a Scott Snyder la MFA (Master of Fine Arts).

## Carriera

### Prosa
La sua prima raccolta di racconti, Voodoo Heart, fu pubblicata nel giugno 2006 dalla Dial Press, ottenendo ottime recensioni. È stata oggetto di recensione da parte di riviste del settore, come Publishers Weekly e Booklist e venne scelta da Kirkus Reviews come "miglior debutto" di quell'anno. Il New York Times pubblicò una recensione positiva firmata dallo scrittore Andrew Sean Greer nella rubrica "Sunday Book Review".
Due dei racconti contenuti nel volume, "Wreck" e "Dumpster Tuesday", sono stati scelti da Stephen King per l'antologico del 2007 The Best American Short Stories. Voodoo Stories è stato candidato nel 2006 al premio "The Story Price".
Attualmente Snyder insegna scrittura all'Università di New York, alla Columbia University e al Sarah Lawrence College.

### Fumetti
Nel 2009 Scott Snyder iniziò a lavorare per la Marvel Comics. Vide il suo debutto con un volume autoconclusivo dedicato alla prima Torcia Umana in occasione della celebrazione del settantesimo anniversario della compagnia. Fece il suo debutto nell'aprile 2010 la prima miniserie (di quattro numeri) da lui scritta: Iron Man: Noir.
Nel marzo 2010, la Vertigo decise di pubblicare American Vampire, prima serie regolare dell'autore. I primi cinque numeri della testata sono stati accompagnati da una storia inedita scritta da Stephen King. American Vampire ha vinto nel 2011 sia l'Eisner che l'Harvey Award per la Migliore Serie Esordiente.
Snyder è poi diventato autore della testata Detective Comics a partire dal n. 871, il che ha segnato l'inizio di un contratto esclusivo stipulato con la DC Comics. Nel maggio 2011 nasce la miniserie Batman: Gates of Gotham, scritta a quattro mani con il collega Kyle Higgins.
Da settembre 2011, in occasione del rilancio di tutte le testate DC, The New 52, Snyder è diventato autore di due serie regolari, Batman e Swamp Thing.
Snyder scriverà anche Talon, serie spin-off della story-line di Batman "La Corte dei Gufi", la quale si concentrerà sulle vicende di uno degli Artigli al soldo della Corte.
Al Comic Con 2012 di New York è stato annunciato che Scott Snyder scriverà una nuova miniserie riguardante Superman, coadiuvato ai disegni da Jim Lee, in uscita nel 2013, intitolata Superman Unchained.
Nel 2014 Snyder ha lavorato alla miniserie horror The Wake insieme al disegnatore Sean Gordon Murphy.
Nel 2016, in occasione della chiusura delle testate New 52 e dell'annuncio del nuovo rilancio delle testate DC Comics denominato DC Universe Rebirth, viene affidata a Snyder la miniserie All-Star Batman, composta da storie brevi e one-shot, coadiuvato da numerosi disegnatori tra cui John Romita Jr., Declan Shalvey, Francesco Francavilla, Jock, Tula Lotay, Paul Pope e Afua Richardson. Al suo posto sulla testata ammiraglia di Batman subentra lo sceneggiatore Tom King.. Nello stesso anno, in collaborazione con Jeff Lemire, comincia la lavorazione della serie A.D.: After Death Book edita da Image Comics. Nel 2017 scrive per la DC Comics la miniserie evento Dark Nights: Metal nuovamente in coppia con il disegnatore Greg Capullo, con il quale aveva già collaborato su Batman. Nel 2018, concluso Metal, diviene lo scrittore della testata Justice League: No Justice.
Dal 2024 è al lavoro su Absolute Batman, parte di un progetto più ampio di DC Comics chiamato All in, in arrivo in Italia nel 2025. Di questo "suo" nuovo Batman ha detto in un'intervista:
«L’idea di Absolute era di prendere i personaggi e ridurli in cenere, decidendo quale fosse il nucleo che doveva rimanere e cosa invece buttar via. Per Batman, il suo nucleo ci è sembrato quello di una persona a cui è successa una cosa orribile, e che ha usato quell’esperienza come combustibile per fare in modo che non succedesse ad altri.»

## Opere

### DC Comics/Vertigo
- American Vampire:
  - Volume 1 (hc, 200 pagine, 2010, ISBN 978-1-4012-2830-9; tpb, 2011, ISBN 978-1-4012-2974-0) contiene:
    - "Big Break" (con Rafael Albuquerque, in n. 1, 2010)
    - "Morning Star" (con Rafael Albuquerque, in n. 2, 2010)
    - "Rough Cut" (con Rafael Albuquerque, in n. 3, 2010)
    - "Double Exposure" (con Rafael Albuquerque, in n. 4, 2010)
    - "Curtain Call" (con Rafael Albuquerque, in n. 5, 2010)

  - Volume 2 (hc, 160 pagine, 2011, ISBN 978-1-4012-3069-2; tpb, 2012, ISBN 978-1-4012-3070-8) contiene:
    - "Devil in the Sand" (con Rafael Albuquerque e Mateus Santolouco, in n. 6–9, 2010–2011)
    - "The Way Out" (con Mateus Santolouco, in n. 10–11, 2011)

  - Volume 3 (hc, 288 pagine, 2012, ISBN 978-1-4012-3333-4; tpb, 2012, ISBN 978-1-4012-3334-1) contiene:
    - "Strange Frontier" (con Danijel Žeželj, in n. 12, 2011)
    - "Ghost War" (con Rafael Albuquerque, in n. 13–18, 2011)
    - Survival of the Fittest n. 1–5 (con Sean Murphy, 2011)

  - Volume 4 (contiene n. 19–27, hc, 208 pagine, 2012, ISBN 978-1-4012-3718-9) contiene:
    - "The Beast in the Cave" (con Jordi Bernet, in n. 19–21, 2011–2012)
    - "Death Race" (con Rafael Albuquerque, in n. 22–25, 2012)
    - "The Nocturnes" (con Roger Cruz, in n. 26–27, 2012)
- Batman:
  - Detective Comics:
    - The Black Mirror (hc, 288 pagine, 2011, ISBN 1-4012-3206-X) contiene:
      - "The Black Mirror" (con Jock, in n. 871–873, 2011)
      - "Skeleton Cases" (con Francesco Francavilla, in n. 871–872, 874, 2011)
      - "Lost Boys" (con Francesco Francavilla, in n. 875, 2011)
      - "Hungry City" (con Jock, in n. 876–878, 2011)
      - "Skeleton Key" (con Francesco Francavilla, in n. 879, 2011)
      - "My Dark Architect" (con Jock, in n. 880, 2011)
      - "The Face in the Glass" (con Jock e Francesco Francavilla, in n. 881, 2011)

  - Batman: Gates of Gotham n. 1–5 (con Kyle Higgins e Trevor McCarthy, 2011) col nome di Batman: GoG (tpb, 144 pagine, 2012, ISBN 1-4012-3341-4)
  - Batman (con Greg Capullo, 2011–...) raccolto in:
    - The Court of Owls (contiene n. 1–7, hc, 176 pagine, 2012, ISBN 1-4012-3541-7)
    - The City of Owls (contiene n. 8-12 e Batman Annual n. 1, hc 208 pagine, 2013, ISBN 1401237770)
- Flashpoint: Project Superman n. 1–3 (con Lowell Francis e Gene Ha, 2011) raccolto in Flashpoint: The World of Flashpoint Featuring Superman (tpb, 320 pagine, 2012, ISBN 978-1-4012-3434-8)
- Swamp Thing (con Yanick Paquette, Marco Rudy e Francesco Francavilla, 2011–2013) raccolto in:
  - Raise Them Bones (contiene n. 1–7, tpb, 168 pagine, 2012, ISBN 1-4012-3462-3)
  - Family Tree (contiene n. 8-11, 0 e Annuale n. 1, tpb, 160 pagine, 2013, ISBN 1-4012-3843-2)

### Marvel
- Human Torch Comics 70th Anniversary Special n. 1 (con Scott Wegener, 2009) raccolto in Timely 70th Anniversary Collection (hc, 280 pagine, 2010, ISBN 978-0-7851-3899-0; tpb, 2010, ISBN 978-0-7851-4092-4)
- Nazione X n. 1: "Testament" (con David Lopez, 2010) contenuto in Nazione X (hc, 360 pagine, 2010, ISBN 0-7851-3873-0; tpb, 2010, ISBN 0-7851-4103-0)
- Iron Man Noir n. 1–4 (con Manuel Garcia, 2010) contenuto in Iron Man Noir (hc, 112 pagine, 2010, ISBN 0-7851-4727-6; tpb, 2011, ISBN 0-7851-4728-4)

### Image Comics
- Severed n. 1–7 (con Scott Tuft e Attila Futaki, Image, 2011–2012) contenuto in Severed (hc, 192 pagine, 2012, ISBN 978-1-60706-529-6)
- Undiscovered Country dal n.1, (testi di Scott Snyder e Charles Soule - disegni di Giuseppe Camuncoli, Daniele Orlandini e Marcello Grassi), serie regolare, novembre 2019 -in corso. Raccolta in:
  - Undiscovered Country Volume One: Destiny (Trade Paperback, contine i nn.1-6), ISBN 9781534315990

## Premi
- 2011 - Eisner Award, categoria Serie Esordiente (con Stephen King e Rafael Albuquerque per American Vampire)[27]
- 2011 - Harvey Award, categoria Serie Esordiente (con Stephen King e Rafael Albuquerque per American Vampire)[28]
- 2012 - Eagle Award, categoria Migliore Autore[29]
- 2012 - Stan Lee Award, categoria Migliore Serie Regolare (Detective Comics)[30]
- 2012 - Stan Lee Award, categoria Migliore Autore[31]
- 2012 - Stan Lee Award, categoria Uomo dell'Anno[31]

### Candidature
- 2011 - Eagle Award, categoria Miglior Autore Esordiente[32]
- 2011 - Eagle Award, categoria Miglior Fumetto Esordiente (con Stephen King e Rafael Albuquerque per American Vampire)
- 2011 - Harvey Award, categoria Nuovo Talento Più Promettente[33]
- 2012 - Goodreads Choice Awards, categoria Miglior Graphic Novel & Fumetto (Batman, Vol. 1: The Court of Owls)